# IPad Air (quarta generazione)
L'iPad Air di quarta generazione o iPad Air 4 è un tablet prodotto da Apple con un hardware comparabile a quello dell'iPad Pro (11")

## Hardware
L'iPad Air 4 ha un display Liquid Retina 10,9" edge-to-edge, altoparlanti stereo e due microfoni, introduce il chip A14 Bionic. Il sensore Touch ID è stato integrato nel tasto standby. Ha una fotocamera posteriore di 12MP con Focus Pixels e una fotocamera anteriore FaceTime HD da 7MP in grado di scattare in condizioni di scarsa luminosità; ha un connettore USB-C, supporta la carica veloce da 20W, un connettore magnetico per l'Apple Pencil e uno Smart Connector.

## Impatto ambientale
L'iPad Air 4 supporta il progetto Apple di diventare 100% "carbon neutral" previsto per il 2030.

## Accessori
L'iPad Air 4 supporta Apple Pencil di seconda generazione e le tastiere Smart Keyboard Folio e Magic Keyboard.

## Diverse colorazioni
| Colorazioni | Colorazioni     | Colorazioni |
| Nome        | Nome            | Fronte      |
| ----------- | --------------- | ----------- |
|             | Grigio siderale | Nero        |
|             | Argento         | Nero        |
|             | Oro rosa        | Nero        |
|             | Celeste         | Nero        |
|             | Verde           | Nero        |

L'iPad Air 4 è il primo a essere venduto in cinque diverse colorazioni: grigio siderale, argento, oro rosa, verde, celeste.

### Spot pubblicitari
Apple Italia, Il nuovo iPad Air — Apple, su YouTube.